# Lời hứa Hướng đạo
Từ khi sách Hướng đạo cho nam (Scouting for Boys) được phát hành vào năm 1908, tất cả các Hướng đạo sinh nam và nữ khắp thế giới đều làm lễ tuyên hứa và tuyên thệ sống theo lý tưởng của phong trào, và tuân theo Luật Hướng đạo. Từ ngữ trong Lời hứa Hướng đạo (hay Lời tuyên thệ) và Luật Hướng đạo có thay đổi chút ít theo thời gian và tùy theo từng quốc gia. Mặc dù đa số tổ chức Hướng đạo nam và tổ chức Hướng đạo nữ dùng thuật từ "lời hứa", có một số ít như Hội Nam Hướng đạo Mỹ có chiều hướng dùng thuật từ "lời thề" để thay thế. Thường thường thì nam Hướng đạo và nữ Hướng đạo sẽ dùng dấu hiệu ba ngón tay của Hướng đạo khi đọc lời hứa.

## Nguyên văn năm 1908
Trong sách Hướng đạo cho nam nguyên thủy của ông, Tướng Robert Baden-Powell giới thiệu lời hứa Hướng đạo như sau:
| “ | Trước khi một em bé trở thành một hướng đạo sinh, cậu ta phải làm lễ tuyên thệ hướng đạo như sau: Tôi xin lấy danh dự hứa rằng--- 1. Tôi sẽ làm nhiệm vụ đối với Thượng đế và Nhà vua. 2. Tôi sẽ cố gắng hết sức mình giúp đỡ người khác bất cứ giá nào. 3. Tôi biết luật Hướng đạo và sẽ tuân theo nó. Trong lúc đọc tuyên thệ, Hướng đạo sinh đứng, đưa tay phải lên ngang tầm vai, lòng bàn tay đưa về phía trước, ngón tay cái đặt lên móng tay của ngón út và ba ngón còn lại duỗi thẳng và đưa thẳng lên:--- Đây là cách chào Hướng đạo và dấu hiệu mật. | ” |

## Các yêu cầu của Tổ chức Phong trào Hướng đạo Thế giới
Hình thức lời hứa có thay đổi chút ít từ quốc gia này đến quốc gia khác và theo thời gian, nhưng phải đạt yêu cầu của Tổ chức Phong trào Hướng đạo Thế giới để một tổ chức Hướng đạo quốc gia đủ tiêu chuẩn thành hội viên của tổ chức quốc tế. Cùng với việc gạn lọc làm dễ hiểu Luật Hướng đạo của tổ chức, Hiến chương của Tổ chức Phong trào Hướng đạo Thế giới nói như sau:
| “ | Điều khoản II, đoạn 2: "Gắn chặt với Lời hứa và Luật" Tất cả các thành viên của Phong trào Hướng đạo cần phải gắn chặt với một Lời hứa Hướng đạo và Luật mà nó phản ánh, trong ngôn ngữ thích hợp với văn hóa và văn minh của mỗi tổ chức Hướng đạo quốc gia và được sự chấp thuận của Tổ chức Thế giới, các nguyên lý về bổn phận đối với Thượng đế, với mọi người và với chính mình, và phải dựa vào Lời hứa và Luật mà nhà sáng lập ra Phong trào Hướng đạo đã diễn đạt trong những ngôn từ sau đây: Lời hứa Hướng đạo Tôi xin lấy danh dự hứa rằng tôi sẽ cố gắng làm hết sức mình— Làm bổn phận đối với Thượng đế và Nhà vua (hoặc dùng "quốc gia" thay cho "Nhà vua") Giúp đỡ mọi người bất cứ lúc nào Tuân theo Luật Hướng đạo. | ” |

Để cho thích hợp với nhiều tín ngưỡng khác nhau trong Hướng đạo, "Thượng đế" có thể ám chỉ đến một năng lực cao siêu, và không nhất thiết hạn chế để chỉ Thượng đế của các tôn giáo tâm linh. Hiến chương của Tổ chức Phong trào Hướng đạo Thế giới giải nghĩa "bổn phận đối với Thượng đế" như là "gắn chặt vào các nguyên lý tâm linh, trung thành với tôn giáo nói đến các nguyên lý đó và chấp nhận các bổn phận đã được đề ra từ các nguyên lý đó."
Hội Nữ Hướng đạo Thế giới (World Association of Girl Guides and Girl Scouts, viết tắt là WAGGGS) là một tổ chức phụ nữ của Tổ chức Phong trào Hướng đạo Thế giới cũng có những từ ngữ tương tự trong hiến chương của hội (Phần I, Điều khoản 2: Lời hứa góc) và theo các chính sách tương tự.

### Những Lời hứa thay thế
Mặc dù hiến chương của Tổ chức Phong trào Hướng đạo Thế giới nói rằng Lời hứa Hướng đạo phải gồm có phần nói đến "Bổn phận đối với Thượng đế", sáu quốc gia (Bỉ, Tiệp Khắc, Pháp, Luxembourg, Hà Lan và Phần Lan) được cho phép vào năm 1920 sử dụng "Lời hứa thay thế" mà không có nói về Thượng đế. Hai trong các quốc gia này vẫn còn sử dụng lời hứa thay thế (Hà Lan và Cộng hòa Séc) mà các quốc gia kia đã bỏ hẳn. Tổ chức Phong trào Hướng đạo Thế giới đã nêu rõ năm 1932 rằng không có ngoại lệ nào được quyết định và bộc lộ mong muốn rằng vài quốc gia còn lại sẽ ngưng sử dụng bất cứ lời hứa nào thiếu nói đến đến "bổn phận đối với Thượng đế".
Hội Hướng đạo Israel từ khi được thành lập vào năm 1919/1920 và gia nhập Tổ chức Phong trào Hướng đạo Thế giới năm 1951 và Hội Nữ Hướng đạo Thế giới năm 1963 cũng không có "bổn phận đối với Thượng đế" hay là phần tương xứng rõ rệt trong lời hứa của hội.

## Hướng đạo không thuộc Tổ chức Hướng đạo Thế giới
Các hội Hướng đạo theo Hướng đạo truyền thống, thí dụ như Hướng đạo Baden-Powell trong Liên hội Hướng đạo Độc lập Thế giới (World Federation of Independent Scouts, viết tắt là WFIS), sử dụng một vài "lời hứa" bao gồm cả Lời hứa Hướng đạo nguyên thủy ở trên mà có nói đến Thượng đế. Tuy nhiên cũng có một vài hội, thí dụ như Liên đoàn Hướng đạo Đệ nhất Tarrant tại Fort Worth, Texas sử dụng một lời hứa pha lẫn với lời hứa nguyên thủy và "Lời hứa Người ngoại đạo" mà theo truyền thống, Robert Baden-Powell viết cho hướng đạo phải nên bỏ qua việc nói đến Thượng đế hoặc một vương quyền vì lý do lương tâm.

## Lời hứa của Hướng đạo Việt Nam
Tôi xin lấy danh dự hứa sẽ cố gắng hết sức: 
- Làm bổn phận đối với tín ngưỡng, tâm linh và quốc gia tôi.
- Giúp đỡ mọi người bất cứ lúc nào.
- Tuân theo Luật Hướng đạo.